# Центральна Садова вулиця
Ву́лиця Центральна Садова — вулиця у Дніпровському районі міста Києва, історична місцевість Микільська Слобідка (СТ «Арсеналець-1»). Пролягає від вул. Дениса Рачінського до вул. Дамбової.

## Історія
Центральна Садова  вулиця виникла в середині XX століття разом із дачним масивом Русанівські сади, який був створений рішенням Київського міськвиконкому № 245 від 12 лютого 1957 року «Про відвод підприємствам та установам м. Києва земельних ділянок під посадку колективних садів для робітників та службовців в Дарницькому районі».
1 грудня 2023 року Центральна Садова вулиця отримала сполучення з Подільським мостовим переходом, а по самій вулиці запустили новий автобусний маршрут № 111 за напрямом «Станція метро Площа Українських Героїв – пл. Дарницька».
30 липня 2024 року почався капітальний ремонт вулиці, який передбачає ремонт проїзної частини та тротуарів з водовідведенням, а також оновлення зелених насаджень. Загальна довжина ділянки капітального ремону становить 2 168,6 м.
1 грудня 2024 року ремонт вулиці повністю завершився. Для вирішення гострої проблеми підтоплення вулиці та прилеглих домоволодінь, яка існувала протягом десятків років, під час ремонту було встановлено локальні очисні споруди, що відводять дощову воду в місцеві озера.